# Паэс Лопес, Алешандре
Алешандре Паэс Лопес (порт.-браз. Alexandre Paes Lopes; род. 29 октября 1974, Рио-де-Жанейро) — бразильский футболист, защитник; тренер. Сыграл 6 матчей за сборную Бразилии.

## Карьера
В 2000 году перешёл в московский «Спартак». В клубе провёл всего одну игру, дебютировав в 1/4 финала Кубка России против «Сокола».
«Вот история – купили в Бразилии Алешандре, а в нагрузку к нему дали Маркао. Первый, вроде как, игрок сборной, а Маркао – «петрушка за бесценок». У одного зарплата, у другого крохи. А что оказалось?.. У Алешандре всё что-то болело, болело… Потом – бах, игра в Лиге с «Реалом». Алешандре стучит в дверь к Романцеву: «Тренер, ставь меня, я готов!» Иваныч опешил: «Иди отсюда, мальчик. Бегай дальше». Бразилец смертельно обиделся… Перед кубковым матчем в Саратове снова к Романцеву стучится: готов, дескать. Иваныч определил его в центр обороны – Федьков из-под нашего героя три забил. И отправился Алешандре опять бегать. Так до конца контракта и наматывал круги. А Маркао заиграл»Максим Калиниченко

## Достижения
- Чемпион штата Санта-Катарина: 1995
- Обладатель трофея Рамона де Карранзы: 1996
- Чемпион штата Сан-Паулу: 1997
- Чемпион штата Риу-Гранди-ду-Сул: 2004
- Финалист Кубка КОНКАКАФ: 1996